# Jupiter (japansk musikgrupp)

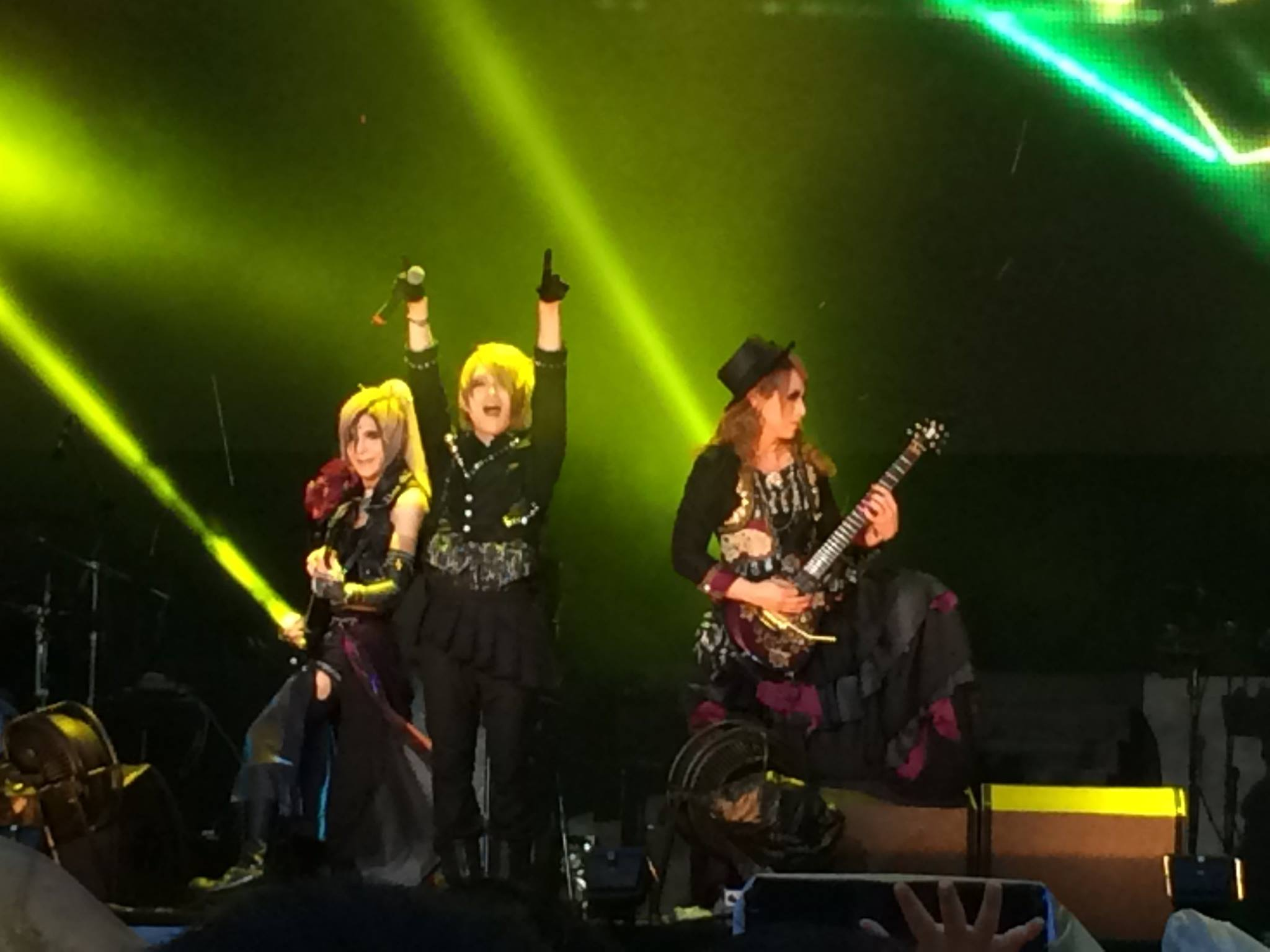
Jupiter live år 2015

Jupiter (ジュピタ) är en japansk visual kei-grupp som spelar symfonisk power metal. Strax efter att Versailles hamnade på is år 2012 inledde sångaren Kamijo en karriär som solist och under tiden grundade övriga bandmedlemmar Jupiter tillsammans med sångaren Zin. Debutalbumet Classical Element släpptes i augusti 2013 och nådde plats nummer 32 i japanska Oricon.
I nuläget har det släppts två album till, samt ett minialbum och ett antal singlar. Gitarristerna Hizaki och Teru ä idag det enda ursprungliga medlemmarna. Sångaren Zin ersattes 2018 av tidigare Concerto Moon-sångaren Kuze. 

## Medlemmar

### Nuvarande
- Hizaki - gitarr (2013-)
- Teru - gitarr (2013-)
- Daisuke - trummor (2017-)
- Kuze - sång (2018-)

### Tidigare medlemmar
- Yuki - trummor (2013-2016)
- Masashi - bas (2013-2016)
- Zin - sång (2013-2018)
- Rucy - bas (2017-2019)

### Livemedlemmar
- Shoyo - bas (2016-2017, 2019-)
- Daisuke - trummor (2016-2017)
- Yu-ri - bas (2019)

## Diskografi

### Studioalbum
- Classical Element - 2013
- The History of Genesis - 2015
- Zeus ~Legends Never Die~ - 2019

### Minialbum
- Tears of the Sun - 2017

### Singlar
- Blessing of the Future - 2013
- Last Moment - 2014
- Arcadia - 2014
- 氷の中の少女 (Kōri no Naka no Shōjo) - 2014
- Topaz - 2015
- Scenario -Live from Blessing of the Future- - 2016
- The Spirit Within Me - 2016
- Theory of Evolution - 2018
- Warrior of Liberation - 2020
- Breath of Heaven - 2022

### Video
- Prevenient Grace - 2015
- 「Ange Gardien」Prevenient Grace -Final- - 2016
- Blessing of the Future - 2016
- Wind of Evolution - 2018
- Zeus Tour - 2019